# Autostrada A445 (Niemcy)
Autostrada A445 (niem. Bundesautobahn 445 (BAB 445) także Autobahn 445 (A445)) – autostrada w Niemczech przebiegająca z północy na południe i łączy autostradę A39 z drogą B6 na południe od Brunszwiku w Dolnej Saksonii.